# Outworld (album)
Outworld är debutalbumet  till det amerikanska progressiv metal-bandet Outworld, utgivet 2006 av skivbolaget Replica Records.

## Låtlista
1. "Raise Hell" – 6:12
2. "Riders" – 5:34
3. "War Cry" – 6:13
4. "Outworld" – 6:07
5. "The Never" – 6:33
6. "City of the Dead" – 7:09
7. "Prelude to Madness" (instrumental) – 1:28
8. "The Grey Tide" – 9:14
9. "I Thantos" – 8:50

Bonusspår på Japan-utgåvan
1. "Polar" – 7:54

## Medverkande
Outworld-medlemmar
- Rusty Cooley – gitarr
- Shawn Kascak – basgitarr
- Bobby Williamson – keyboard
- Kelly Carpenter – sång
- Michael Lewis – trummor

Produktion
- Gregg Gill – producent, ljudtekniker, ljudmix
- Bobby Williamson – ljudtekniker (keyboard)
- Rick Ward – tekniker (trummor)
- Tommy Hansen – mastering
- Mattias Norén, Kelly Carpenter – omslagsdesign
- Allison Gill – foto